# ويليام وايت (قسيس كندي)
ويليام وايت هو قسيس كندي، ولد في 31 أغسطس 1865 في Trinity Bay ‏، وتوفي في 14 يونيو 1943.